# اوقی سایوا
اوقی سایوا (به اسپانیایی: Uqi Saywa) یک کوه در پرو است که در Peru, Apurímac Region واقع شده‌است. اوقی سایوا ۴٬۸۰۰ متر بالاتر از سطح دریا واقع شده‌است.